# Reinwardt Academie
De Reinwardt Academie is een Nederlandse instelling voor hoger beroepsonderwijs, waar een opleiding op het gebied van cultureel erfgoed gegeven wordt. De school biedt twee opleidingen: Bachelor Cultureel erfgoed (voorheen Museologie) en master Applied Museum and Heritage Studies (voorheen Master of Museology, Engelstalig).
De school, die vernoemd is naar de botanicus Caspar Georg Carl Reinwardt, is onderdeel van de Amsterdamse Hogeschool voor de Kunsten (AHK). Het is de enige AHK-opleiding die geen toelatingstest kent. Studenten komen uit vrijwel geheel West-Europa.
In 1976 begon de Reinwardt Academie haar bestaan op initiatief van de gemeente Leiden in een voormalige basisschool aan de Van den Brandelerkade in de Burgemeesters- en Professorenwijk in die stad. Vanaf begin jaren tachtig was de opleiding gevestigd in het Pesthuis in Leiden. In 1987 behoorde zij tot de hbo-instellingen die fuseerden tot de AHK en in 1992 verhuisde zij naar de Dapperstraat in Amsterdam. De Reinwardt Academie is vanaf het studiejaar 2015-2016 gevestigd aan het Hortusplantsoen in Amsterdam.

## Referentie
1. ↑  Amsterdamse Hogeschool voor de Kunsten - Reinwardt Academie, Amsterdam. TKMST. Geraadpleegd op 13 februari 2016.